# Nati nel 1925/Novembre
| Questa pagina contiene informazioni ricavate automaticamente dalle voci biografiche con l'ausilio del template Bio e di un bot. L'aggiornamento è periodico e automatico e ricostruisce completamente la pagina. Se manca una persona in questa lista, sei pregato di non aggiungerla, ma accertati piuttosto che la sua voce biografica contenga il template Bio e che i dati anagrafici siano correttamente compilati. Se il template Bio manca, inseriscilo tu stesso o, in alternativa, metti l'avviso {{tmp\|Bio}} che ne segnala la mancanza. Se i dati riportati sono sbagliati, correggi direttamente la voce biografica; le modifiche saranno visibili in questa lista entro pochi giorni. Per chiarimenti vedi il progetto biografie. La lista contiene solo le 182 persone che sono citate nell'enciclopedia e per le quali è stato implementato correttamente il template Bio. Pagina aggiornata al 18 ago 2025. |

- 1º novembre - Giuseppe Calderone, mafioso italiano († 1978)
- 1º novembre - Carlo Carena, traduttore, critico letterario e insegnante italiano († 2023)
- 1º novembre - William Donald Kelley, dentista statunitense († 2005)
- 1º novembre - Fritz Laband, calciatore tedesco († 1982)
- 1º novembre - Arturo Lona Reyes, vescovo cattolico messicano († 2020)
- 1º novembre - Marc Quiblier, cestista francese († 1996)
- 1º novembre - Licio Rossetti, calciatore italiano († 1993)
- 1º novembre - Sambhu Saha, ex pallanuotista e ex nuotatore indiano
- 2 novembre - Vladimir Michajlovič Gorikker, regista sovietico († 2021)
- 2 novembre - Gretchen Merrill, pattinatrice artistica su ghiaccio statunitense († 1965)
- 2 novembre - Costantino Michelini, allenatore di pallacanestro e dirigente sportivo italiano
- 2 novembre - Necmi Onarıcı, calciatore turco († 1968)
- 2 novembre - Rosario Poma, giornalista italiano († 2006)
- 3 novembre - Monica Hughes, scrittrice britannica († 2003)
- 3 novembre - Ricardo Porro, architetto cubano († 2014)
- 3 novembre - Stefano Rizzardi, militare italiano († 1943)
- 4 novembre - Philippe Dreyfus, informatico francese († 2018)
- 4 novembre - Leopoldo Elia, giurista e politico italiano († 2008)
- 4 novembre - Ritwik Ghatak, regista e scrittore indiano († 1976)
- 4 novembre - Franco Marazzi, regista e giornalista svizzero († 2014)
- 4 novembre - Doris Roberts, attrice statunitense († 2016)
- 4 novembre - Helene Stanton, attrice e cantante statunitense († 2017)
- 5 novembre - Robert Gardner, antropologo e regista statunitense († 2014)
- 6 novembre - Jean Aurel, sceneggiatore e regista francese († 1996)
- 6 novembre - Michel Bouquet, attore francese († 2022)
- 6 novembre - Ettore Cenci, musicista italiano († 2018)
- 6 novembre - Antonello Falqui, regista italiano († 2019)
- 6 novembre - Franz Pelikan, calciatore austriaco († 1994)
- 6 novembre - Jack Phelan, cestista statunitense († 2021)
- 6 novembre - Francesco Squillace, avvocato e politico italiano († 2020)
- 7 novembre - Kurt Clemens, calciatore tedesco († 2021)
- 7 novembre - Salah El-Sha'rawi, pallanuotista egiziano († 2008)
- 7 novembre - Gloria LeRoy, attrice statunitense († 2018)
- 7 novembre - Julian Sitkoveckij, violinista sovietico († 1958)
- 7 novembre - Bill Vanders, attore tedesco († 2007)
- 7 novembre - William Wharton, scrittore e pittore statunitense († 2008)
- 8 novembre - Asunción Balaguer, attrice spagnola († 2019)
- 8 novembre - Vittorio Bernardetto, vescovo cattolico italiano († 2001)
- 8 novembre - Jimmy Davidson, calciatore scozzese († 1996)
- 9 novembre - Giovanni Coppa, cardinale e arcivescovo cattolico italiano († 2016)
- 9 novembre - Lazare Gianessi, calciatore francese († 2009)
- 9 novembre - Alistair Horne, storico, giornalista e militare britannico († 2017)
- 9 novembre - Lelio Lagorio, avvocato, giornalista e politico italiano († 2017)
- 9 novembre - Giuseppe Panini, imprenditore italiano († 1996)
- 10 novembre - Richard Burton, attore britannico († 1984)
- 10 novembre - Jan C. Heesterman, indologo e storico delle religioni olandese († 2014)
- 10 novembre - Pino Locchi, attore, doppiatore e direttore del doppiaggio italiano († 1994)
- 10 novembre - Walter Mauro, critico letterario italiano († 2012)
- 10 novembre - Rose Meth, superstite dell'Olocausto polacca († 2013)
- 10 novembre - Nicolae Militaru, generale e politico rumeno († 1996)
- 11 novembre - Enzo Amadori, cantante, compositore e produttore discografico italiano
- 11 novembre - Carlo Cerioni, cestista e allenatore di pallacanestro italiano († 2009)
- 11 novembre - Tina Costa, partigiana e sindacalista italiana († 2019)
- 11 novembre - Giordano Falzoni, artista, scrittore e attore italiano († 1998)
- 11 novembre - John Guillermin, regista inglese († 2015)
- 11 novembre - Giuliano Gusso, politico italiano († 1987)
- 11 novembre - Bruno Martino, cantante, compositore e pianista italiano († 2000)
- 11 novembre - Arne Månsson, calciatore svedese († 2003)
- 11 novembre - Kalle Svensson, calciatore svedese († 2000)
- 11 novembre - June Whitfield, attrice britannica († 2018)
- 11 novembre - Jonathan Winters, attore e doppiatore statunitense († 2013)
- 12 novembre - Gaetano Arfé, politico, giornalista e storico italiano († 2007)
- 12 novembre - Toivo Hyytiäinen, giavellottista finlandese († 1978)
- 12 novembre - Stanislav Kolíbal, artista, illustratore e scultore ceco
- 12 novembre - Jean Quertier, tennista britannica († 2019)
- 12 novembre - Emilio Sarzi Amadé, partigiano e giornalista italiano († 1989)
- 12 novembre - Heinz Schubert, attore tedesco († 1999)
- 13 novembre - Jozef Van Ginderen, calciatore belga († 1993)
- 14 novembre - Paolo Bacilieri, cantante italiano († 1997)
- 14 novembre - Ilario Fiore, giornalista e scrittore italiano († 1998)
- 14 novembre - Eugene Greytak, attore statunitense († 2010)
- 14 novembre - Roj Aleksandrovič Medvedev, storico e politologo russo
- 14 novembre - Žores Medvedev, biologo, storico e agronomo russo († 2018)
- 15 novembre - Howard Baker, politico e diplomatico statunitense († 2014)
- 15 novembre - Julij Markovič Daniėl', scrittore, saggista e traduttore russo († 1988)
- 15 novembre - Gerd Duwner, attore, doppiatore e conduttore radiofonico tedesco († 1996)
- 15 novembre - Ralph Eugene Meatyard, fotografo statunitense († 1972)
- 15 novembre - Heinz Piontek, poeta, scrittore e traduttore tedesco († 2003)
- 15 novembre - Paul Raymond, imprenditore e editore inglese († 2008)
- 15 novembre - Miljan Zeković, calciatore jugoslavo († 1993)
- 16 novembre - Gianfranco Dell'Innocenti, calciatore e allenatore di calcio italiano († 2012)
- 16 novembre - Stane Dolanc, politico jugoslavo († 1999)
- 16 novembre - Michel Jouvet, neurologo francese († 2017)
- 16 novembre - Zoltán Krenický, cestista cecoslovacco († 1976)
- 16 novembre - Francesco Mazzoni, filologo italiano († 2007)
- 16 novembre - Renée Reggiani, scrittrice e giornalista italiana († 2019)
- 17 novembre - Mari Aldon, attrice lituana († 2004)
- 17 novembre - Hicabi Emekli, calciatore, allenatore di calcio e arbitro di calcio turco († 2015)
- 17 novembre - Giovan Battista Gerace, informatico italiano († 1987)
- 17 novembre - Rock Hudson, attore statunitense († 1985)
- 17 novembre - Curt Lowens, attore tedesco († 2017)
- 17 novembre - Charles Mackerras, direttore d'orchestra e compositore australiano († 2010)
- 17 novembre - Joe Mullaney, cestista e allenatore di pallacanestro statunitense († 2000)
- 17 novembre - Anatolij Parfënov, lottatore sovietico († 1993)
- 17 novembre - Federico Sirigu, pittore italiano († 1999)
- 18 novembre - Gerd Bacher, giornalista austriaco († 2015)
- 18 novembre - Helen Barolini, scrittrice, traduttrice e saggista statunitense († 2023)
- 18 novembre - Pierre Bouladou, sollevatore francese († 2022)
- 18 novembre - Toni Breder, lunghista e dirigente sportivo tedesco († 1989)
- 18 novembre - Yvonne Bryceland, attrice sudafricana († 1992)
- 18 novembre - George Keymas, attore statunitense († 2008)
- 18 novembre - Ken Leslie, cestista e allenatore di pallacanestro statunitense († 2000)
- 18 novembre - Marta Sordi, storica italiana († 2009)
- 19 novembre - Zygmunt Bauman, sociologo, filosofo e saggista polacco († 2017)
- 19 novembre - Jean Bogaerts, ciclista su strada e pistard belga († 2017)
- 19 novembre - Hans P. Eugster, mineralogista e geologo statunitense († 1987)
- 19 novembre - Benita Martini, doppiatrice italiana
- 19 novembre - Mauro Morassi, regista e sceneggiatore italiano († 1966)
- 19 novembre - Eddie Russo, pilota automobilistico statunitense († 2012)
- 20 novembre - Kaye Ballard, attrice e cantante statunitense († 2019)
- 20 novembre - June Christy, cantante statunitense († 1990)
- 20 novembre - Carlos García-Bedoya, politico peruviano († 1980)
- 20 novembre - Robert Kennedy, politico statunitense († 1968)
- 20 novembre - Majja Michajlovna Pliseckaja, ballerina sovietica († 2015)
- 20 novembre - Manlio Scopigno, allenatore di calcio e calciatore italiano († 1993)
- 20 novembre - Colette Senghor, francese († 2019)
- 21 novembre - José Carlos Bauer, calciatore e allenatore di calcio brasiliano († 2007)
- 21 novembre - Raymond Jean, scrittore francese († 2012)
- 21 novembre - Veljko Kadijević, generale e politico jugoslavo († 2014)
- 21 novembre - Vinicio Sabbatini, calciatore italiano († 2016)
- 22 novembre - Miki Muster, fumettista e regista sloveno († 2018)
- 22 novembre - Arturo Pacini, politico italiano († 2011)
- 22 novembre - Roberto Risso, attore svizzero († 2010)
- 22 novembre - Gunther Schuller, cornista, compositore e saggista statunitense († 2015)
- 23 novembre - Franca Baratti, pittrice italiana († 2018)
- 23 novembre - José Napoleón Duarte, politico salvadoregno († 1990)
- 23 novembre - Johnny Mandel, compositore e arrangiatore statunitense († 2020)
- 23 novembre - Axel Pilmark, calciatore danese († 2009)
- 23 novembre - Francesco Randon, calciatore italiano († 2015)
- 23 novembre - Paul Rundell, cestista e allenatore di pallacanestro statunitense († 2005)
- 24 novembre - Teodor Anioła, calciatore polacco († 1993)
- 24 novembre - William Buckley, saggista, giornalista e conduttore televisivo statunitense († 2008)
- 24 novembre - Al Cohn, sassofonista, arrangiatore e compositore statunitense († 1988)
- 24 novembre - Carl Loyd, cestista statunitense († 2012)
- 24 novembre - Yos Sudarso, militare indonesiano († 1962)
- 24 novembre - Simon van der Meer, fisico olandese († 2011)
- 25 novembre - Pedro Barba, allenatore di pallacanestro messicano
- 25 novembre - Jack Hartman, allenatore di pallacanestro statunitense († 1998)
- 25 novembre - Nonna Viktorovna Mordjukova, attrice russa († 2008)
- 25 novembre - Thea Prandi, soubrette, cantante e attrice italiana († 1961)
- 25 novembre - Sebastiano Scarcella, giurista italiano
- 25 novembre - Jocelyn Vollmar, ballerina statunitense († 2018)
- 26 novembre - Gregorio Álvarez, politico e generale uruguaiano († 2016)
- 26 novembre - Leonardo Cremonini, pittore e disegnatore italiano († 2010)
- 26 novembre - Severino Delogu, medico, divulgatore scientifico e saggista italiano († 1990)
- 26 novembre - Antonio Galiè, tenore italiano († 1998)
- 26 novembre - Eugene Istomin, pianista statunitense († 2003)
- 26 novembre - Conny Rux, pugile tedesco († 1995)
- 26 novembre - Angelo Satanassi, politico e partigiano italiano († 2011)
- 26 novembre - Tazio Secchiaroli, fotografo italiano († 1998)
- 27 novembre - Luciana Baccalin, giocatrice di curling italiana
- 27 novembre - Marino Bergamasco, calciatore e allenatore di calcio italiano († 2010)
- 27 novembre - Bertold Hummel, compositore tedesco († 2002)
- 27 novembre - Claude Lanzmann, regista, sceneggiatore e produttore cinematografico francese († 2018)
- 27 novembre - Aristid Lindenmayer, biologo ungherese († 1989)
- 27 novembre - Kurt Lundquist, velocista svedese († 2011)
- 27 novembre - Antonio Terzi, giornalista e scrittore italiano († 2001)
- 27 novembre - Marshall Thompson, attore statunitense († 1992)
- 28 novembre - József Bozsik, calciatore e allenatore di calcio ungherese († 1978)
- 28 novembre - Luigi Carpaneda, schermidore italiano († 2011)
- 28 novembre - Gloria Grahame, attrice statunitense († 1981)
- 28 novembre - Gigi Gryce, sassofonista, compositore e arrangiatore statunitense († 1983)
- 28 novembre - Giose Rimanelli, poeta e saggista statunitense († 2018)
- 28 novembre - Alessandro Torlonia, principe e banchiere italiano († 2017)
- 28 novembre - Umberto Veronesi, oncologo e politico italiano († 2016)
- 29 novembre - Felix Diefenbach, cestista tedesco († 2019)
- 29 novembre - Roberto Gabetti, architetto, urbanista e teorico dell'architettura italiano († 2000)
- 29 novembre - Ernst Happel, allenatore di calcio e calciatore austriaco († 1992)
- 29 novembre - Gigi Peronace, dirigente sportivo e calciatore italiano († 1980)
- 29 novembre - Piero Prampolini, designer e progettista italiano († 2023)
- 29 novembre - Virgilio Tosi, regista, divulgatore scientifico e storico del cinema italiano († 2023)
- 30 novembre - Lise Bourdin, attrice francese
- 30 novembre - Martin E. Brooks, attore statunitense († 2015)
- 30 novembre - Giordano Cavestro, partigiano italiano († 1944)
- 30 novembre - Francesca Cipriani, cestista italiana († 2020)
- 30 novembre - Sergio Ferriani, cestista italiano († 2001)
- 30 novembre - Sanpei Hayashiya I, attore e comico giapponese († 1980)
- 30 novembre - Vojtěch Jasný, regista e sceneggiatore ceco († 2019)
- 30 novembre - Thomas Francis Little, arcivescovo cattolico australiano († 2008)
- 30 novembre - Maryon Pittman Allen, giornalista e politica statunitense († 2018)
- 30 novembre - Paolo Spriano, partigiano, storico e saggista italiano († 1988)
- 30 novembre - Sverre Strandli, martellista norvegese († 1985)